# Symmachia tricolor
Symmachia tricolor is een vlindersoort uit de familie van de prachtvlinders (Riodinidae), onderfamilie Riodininae.
Symmachia tricolor werd in 1867 beschreven door Hewitson.